# 피크 핑거
피크 핑거(독일어: Pick Finger, 일본어: ピーク・フィンガー 피ー쿠 핑가ー[*], 영어: Pick Finger)는 만화 《진격의 거인》의 등장인물이다. 8월 5일, 마레 제국 휘하의 부속령 레벨리오 수용구 출신의 거인 전사로 짐수레 거인의 현 소유주이다. 전사대장과 국군 원수 겸임인 테오 마가트가 이끄는 에르디아 전사대 소속 간부로, 아홉 거인들 중의 일각이자 키 4m에 사족보행형으로 후방 아군 지원, 보조 및 물자, 무력 기관총탑 수송에 특화된 짐수레 거인의 현 전사이자 계승자이다. 
침착하고 냉철한 상황 판단과 명석한 두뇌와 영민한 작전 수립 능력, 감각과 능수능란한 임기응변을 갖춘 전사대의 참모 및 지략가이다. 계산과 판단이 빠르며 전략적 식견이 뛰어난 지략가로서의 능력으로 전략적 가치가 매우 높은 짐수레 거인을 폭 넓게 응용한다. 850년에 시조의 거인 최종 탈환 작전에 참전하여 조사병단이 남하하는 걸 수풀 속에서 감시하다가 접근을 알리는 첨병 및 짐승 거인이 던질 바위를 옮기는 지원병 역할 등 보조를 수행했다. 리바이 아커만에 의해 기습당한 지크 예거를 구출해 냈으며 뒤이어 한지 조에에게 죽을 뻔한 라이너 브라운도 구출했다. 850년에 시조의 거인 탈환이 실패로 종결되자 라이너와 지크만 데리고 귀국 후 마레와 중동 연합의 전쟁에 참전해 854년에 슬라바 참호 요새를 투구형 갑옷으로 걸쇠처럼 들어올려 무너뜨리는 공을 세웠다. 이후 레벨리오 전투에서 수레 거인용 담당 갑옷을 착용해서 레벨리오를 침공한 조사병단의 다수 병력을 제거했으며 후속 전투인 제2차 시간시나구 전투에도 병력으로 참전해 포르코와 함께 잠복 조사를 해서 엘런이 마레군의 시야로 들도록 함정을 파 유도하여 위치를 까발리는 공적을 세웠다.
앞머리가 양쪽으로 뻗어 있는 흑갈색의 장발과 155cm의 작은 키, 유하고 부드러운 인상을 주는 미녀. 전 부장이자 현 전사장인 라이너 브라운, 포르코 갤리어드, 마르셀 갤리어드, 애니 레온하트와 동료 관계이며 가비 브라운, 팔코 그라이스, 조피아, 우도의 선배이다. 거인으로서는 월 마리아 최종 탈환 작전에 등장하지만 인간으로서는 본편 94화부터 첫 등장한다. 이름은 포르코 갤리어드가 자신을 피크라고 불러서 확실하게 나왔지만 성씨는 장장 32화 동안 안 나오다가 126화에서야 성씨가 '핑거(Finger, 영어: 손가락)'이라는 것이 밝혀졌다. 따라시 성명(姓名)은 피크 핑거(Pick Finger)이다.

## 여담

### 초기 캐릭터 설정
- 본래는 지금과 같은 체구가 작고 가냘퍼 보이지만 강한 신념과 투철한 행동력을 가진 천재 지략가 여성이 아니라 전사대 일행보다 나이가 많은 베테랑에 달걀형 얼굴을 하고 깊이 있는 눈을 가진 중년 남성 아저씨였다. 이름은 올리버 피크 (영어: Oliver Pieck, 일본어: オリバー・ピーク Oribā Pīku)이며 이름인 'Pick'가 초기 캐릭터 설정에서는 성씨로 되어 있다. 올리버라는 이름은, 후일 126화에서 리바이 아커만을 확인사살하려다 한지 조에에게 살해당하는 예거파의 엑스트라 조사병의 이름으로 쓰이게 된다.
- 피크의 초기 디자인은 진격의 거인: FINAL의 EXHIBITON에 그대로 전시하고 있다.

### 캐릭터 인기 투표 순위
- 제3차 인기 캐릭터 투표 순위에서 후배 동생인 가비 브라운, 코니 슈프링어와 비등하게 21위를 차지했다. 마레의 새로운 뉴 페이스인데도 21위라는 나쁘지 않은 우수한 성적을 차지한 걸 감안하면 상위권의 인기를 누리는 캐릭터 중 한 명이다.

## 성격
기본적으로 차분하고 부드러운 인상을 지녔지만 기민하고 눈치가 빠르며 강한 행동력과 위기 대응 능력, 타인과 상황에 꿀리지 않는 대담함과 자유의지를 지녔다. 전장에서 함께 싸우는 동료들을 굉장히 아껴 아군들에 한해서는 상냥하고 전우애가 강하다. 
북한 수준으로 이념 주입이 심한 레벨리오 수용구 출신인데도 세뇌 교육에 거의 영향 받지 않을 정도로 의식이 깨어 있는 인물. 상황 판단력과 추리력이 굉장히 뛰어나서 이 능력으로 사건의 수수께끼나 다른 인물들도 간파하지 못한 점을 풀어버리는 냉철하고 총명한 참모와 브레인의 역할이 부각된다. 군인으로서의 정신도 투철하고 정신력도 강한데 그 예시가 바로 레벨리오 전투. 
턱수염으로 위장한 병사가 접근해 어딘가로 납치했을 때도 의심하면서 지원군을 준비하거나 지상으로부터 강한 울림이 퍼져 웬만한 사람이면 겁먹고 도망칠 수 있는 상황인데도 일말의 동요도 없이 침착한 태세를 유지하며 거인들의 전투가 일어났다고 바로 캐치할 정도. 파라디 섬에 말 못할 사건들을 겪어 트라우마와 PTSD, 자살충동, 이중인격 증세를 앓고 있는 라이너나 즉각적인 감정에 물들이기 쉬운 성급한 다혈질인 포르코보다는 멘탈과 인내심이 강하다. 그렇다고, 본인도 인간이라 일정 한도를 넘으면 격하게 흥분하는 모습을 보인다. 
마레군 소속의 전사대 일원이지만 본인은 차별의식이 전무하고 융통성 있어서 제대로 소통이 잘 오가는 직속 상관 테오 마가트를 제외한 마레 정부와 정부의 무능함을 완전히 불신하고 있고 진심은 아버지와 레벨리오 수용구의 동포 주민들을 향해 있다. 이건 포르코도 마찬가지라 둘이서 사이좋게 반어법으로 정부를 욕한 적도 있다.슬라바 요새 공성전을 계기로 거인의 힘은 미래에 더 이상 쓸모가 없어진다는 걸 잘 파악하고 있기 때문에 마레를 위해 헌신하는 걸 최고의 영광으로 생각하는 가비와 달리 전사가 돼서 마레를 위해 목숨 바쳐서 싸우거나, 공훈을 세워서 영웅으로 출세하겠다는 욕심도 관심도 없다. "아무리 선량한 에르디아인이 되겠다고 노력한다 한들 우린 결국 언제든지 거인으로 변할 수 있는 유미르의 백성이다. 자유는 스스로의 힘으로 쟁취하지 않으면 안 된다."라는 본인만의 확고한 신념과 자유관을 가지고 있으며 세뇌에 못 빠져나오는 가비에게 위와 같이 훈계하고 따끔한 일침을 가하기도 했고 "난 마레를 믿지 않지만 누구보다 우리 민족의 해방을 원한다."고 말했다.
유일한 가족으로 보이는 아버지를 끔찍이 아끼고 열심히 부양하고 있는 효녀이기도 하다. 난치병에 걸려 시한부 인생을 살게 된 아버지가 병을 치료하고 오래 살 수 있도록 유치원생 되는 매우 어린 나이에 전사대에 지원하는 등 어릴 때부터 가까운 사람을 위해 발 벗고 뛰어드는 결의와 용기가 남달랐다. 덕분에 아버지는 하나뿐인 딸이 자신을 구하기 위해 아홉 거인을 물려 받고 시한부가 되었다는 것에 슬픔과 죄책감을 안을 정도로 딸을 깊이 사랑하지만, 피크는 아버지를 대신해 시한부가 되었음에도 거기에 미련을 두지 않고 자신이 죽기 전에도 아버지와 다른 주민들이 해방을 만끽하는 날을 열기 위해 노력하고 있다.
마레에게 충성이 아니라 불신을 보일 정도로 의식이 깨어 있지만 파라디섬의 동포들과는 인격적인 교류가 전무하고 교전할 때만 만났던 탓에 악마로 바라보는 관점은 레벨리오의 다른 주민들과 다를 게 없고 강한 증오와 적개심을 보인다. 103화에 사샤에게 소중한 동료였던 카를로가 이마를 저격당하고 죽자 그야말로 격노하고 숨어든 사샤를 필사적으로 찾아내려 들었으며 119화에 엘런을 확인사살하려는데 예거파와 미카사, 아르민에 이르기까지 방해꾼들이 연달아 난입하자 "진짜, 시끄럽네!", "포기해! 너넨 이미 다 끝났다고!"라고 소리지르며 인정사정없이 죽이려 들었다. 
몇몇 장면마다 가끔씩 깨는 모습을 보일 정도로 유머러스하거나 묘한 웃음을 불러일으키는 의외의 역할도 담당한다. 귀향열차에서 술파티가 벌어질 때 콜트가 술을 너무도 마시고 싶어 하길래 흔쾌히 술을 따라주었건만 오히려 콜트가 다음 날 아침까지 주정을 심하게 부리자 "콜트가 술을 너무 마시고 싶어해서 전 따라주었을 뿐이에요."라고 책임 회피를 시전한다든지, 이족보행보다 사족보행이 더 익숙해서 야마무라 사다코인 것 마냥 기어다니는 기괴한 장면을 연출하다 포르코를 깜놀하게 만든다든지, 포르코가 실수로 손목을 자르자 아파하고 소리지른다.

## 외형적 모습

### 인간형
흑갈색의 긴 장발과 살짝 가늘하게 반쯤 감은 눈을 하고 있는 이지적이고 신비로우며 가냘픈 인상의 여성. 타갤에선 아기 사모예드 같다는 평도 많다.  단호하고 늠름한 외견이 눈에 띄는 미카사 아커만이나 삭막한 페이스와 맞물려 위압적인 분위기를 불러일으키는 강인하고 날카로운 눈빛을 지닌 애니 레온하트와 대조적으로 부드럽고 가녀리다는 분위기를 풍기며 환하게 미소 짓는 모습은 소탈하다. 특히 93화에 슬라바 요새 공성전이 종전되고 두 달 안에 인간으로 돌아온 후유증으로 보행이 힘들어져 목발에 의존하는 모습과 시너지를 일으켜 선명하게 부각된다. 하지만 이건 어디까지나 평소 모습 한정이고 한 번 진지하게 단호한 표정을 지으면 눈매도 날카로워져 분위기도 강하게 바뀐다.
키는 155cm이고 45kg의 단신에다가 마른 몸이지만 군인 신분에다가 정기적으로 보는 장거리 달리기 시합 같은 혹독한 훈련 코스를 뚫은 마레 제국 휘하 전사대의 일원인 만큼 기본적인 전투 능력이나 운동신경이 뛰어나다. 애초에 이 사람 정도를 제외한 거인 계승자 대다수가 실력으로 뽑힌 사람이다. 실력이 아니라 마르셀 갤리어드의 수작으로 인해 포르코 갤리어드를 재치고 뽑힌 라이너 브라운조차도 조사병단 들어가서 상위 10명 중 하나로 들어간 거 보면 그들 중 좀 모자라다는 평을 들었을지언정 결코 실력이 모자란 수준은 아니니, 같은 기수인 피크의 실력도 당연히 뛰어나다고 밖에 할 수 없다. 장장 2개월에 걸쳐 차력 거인화해 사족보행 자세로 지냈는데 본인의 운동신경이 우수하지 않는 이상 견디기도 어려우며 한 달 만에 사족 보행에서 이족 보행으로 돌아온 것만으로 적응력과 기동력은 우수하다. 115화 말미에는 강하게 단련된 조사병단의 예거파 조사병 목에 순식간에 나이프를 찔러 살해하기도 했다.
공식적으로 미인상에 귀엽기까지 하는 캐릭터인지 피크를 선배처럼 존대하는 동료들인 중기관총탑 기동 부대원들 모두가 피크를 보면 얼굴을 붉힐 정도로 흠모하고 있고, 예거파 병사들에게 한 번 "잘 부탁해!"라고 환히 웃음 피우자 애써 무시하는 몇몇을 제외하면 다들 호감을 보이고 홍조를 띄웠다. 현실에서도 행동력이 뛰어난 냉철한 지략가 + 중요한 순간에 시원하게 명대사를 날리고 전투마다 적극적으로 활약하는 모습 + 소탈하고 부드러운 인상의 미모 + 거인화할 때와 인간일 때의 모습의 갭 차이에서 나오는 상반성의 묘한 매력 덕에 독자들 사이에서 폭넓은 지지와 인기를 누리고 있다. 그 인기를 증명하듯 텀블러나 픽시브에서도 피크 관련한 팬아트들이 상당수 올라와 있다.

### 거인형
피크의 짐수레 거인은 인간 상태 때의 가냘픈 듯 보이는 눈매를 유지하고 있지만 악어 같은 기다란 타원형 주둥아리를 가진 사족보행형 근육질 몸체 형상이다. 보통 아홉 거인을 가진 인간의 거인화한 모습은 본체의 외형을 커스트마이징한 듯이 유사한데 반해 짐수레는 외형상 눈매만 제외하면 인간 상태의 외관과 극명하게 차이날 수밖에 없다. 그래서 짐수레 거인의 소유주로서의 첫 등장 당시 의외라는 반응이 대다수였다. 이건 작중에서도 마찬가지인 중동 연합과의 전쟁 종전 후 포르코 갤리어드로부터 "왠지 오랜만에 만나는 것 같다?"라는 감상을 듣기도 했다.

## 능력
니가 잘 하는 게 뭐가 있는데? 체력이냐? 두뇌 회전이냐? 사격술이냐? 격투술이냐?— 포르코 갤리어드, 라이너 브라운이 전사 후보생이 될 수 있다며 흥분해 하자 못마땅해 하며 독설을 퍼부을 때. 이 당시의 라이너는 위의 장점을 두루 갖춘 다른 멤버들에 비하면 딱히 뛰어난 능력은 없었다.

수레 거인은 다른 거인과는 차원이 다른 지속력으로 장기간 임무에 대응할 수 있고 용도를 맞춘 병장이 가능해서 작전의 폭을 넓힐 수 있어. 판단력이 있는 피크가 맡는 게 유리하겠지.— 아홉 거인들의 전투를 관전하던 마레군 간부

작중에서의 역할과 묘사를 보았을 때 사실상 마레 휘하의 엘디아 전사대의 참모. 레벨리오 전투에서 보여 준 활약에서 드러났듯이 전사대에서는 대국을 빠르게 훑어 보는 뛰어나고 기민한 판단력과 지성, 아홉 거인들 중에서 최장기간 거인화를 유지할 수 있는 차력 거인만의 특성을 잘 활용하여 전략 수립 및 수행에 특화된 전략가형 브레인이다. 동기생이자 동년배로 보이는 라이너 브라운이 트라우마에 방해 받지만 않는다면 예전에 잠입해 있었던 104기 훈련병단 남부 사단에서나 전사대 부장으로서나 두뇌 회전이 뛰어나고 냉철한 지휘관으로서의 면모가 부각되고, 포르코 갤리어드가 민첩한 기습에 중점을 둔 전술에 특화된 저돌적인 돌격대장이라면 피크는 날카로운 능력으로 저마다의 상황에 알맞게 전략전술을 입안해서 적들을 위협에 몰아 세우는 지능적인 두뇌파이다. 어떻게 보면 적국인 파라디 섬 에르디아국에서 '참모'이자 판도를 아군에게 유리한 쪽으로 역전시키는 지모(智謨)를 갖춘 지략가형 인물인 아르민 아를레르트하고도 동일한 포지션으로 대응되는 인물. 
위에 있는 포르코가 전사 후보생 동기들 중 가장 열등생으로 여겨졌던 라이너와 다른 동료들의 능력을 비교하며 깎아 내릴 때나 우수한 판단력을 지녔다는 특이 사항을 높이 사서 수레 거인의 소유주 직위에 위임했다는 마레군 간부의 발언처럼 피크의 지능적인 능력에 대한 암시와 칭찬은 여러 번 나왔었고, 전사들만 모이는 회의에 참석해서 지크가 마레군은 이 방에는 없다는 모종의 암호를 띄우자 마자 라이너 브라운과 더불어 마레군이 방 안에 도청해 두었음을 단번에 깨우치는 총명한 통찰력을 보여 주었다. 에르디아인들이 처한 현재의 심각한 인권 실태를 지적하고 타이부어 가문이 2차 파라디 섬 작전에 개입한다고 듣자 타이버 가문은 가장 먼저 카를 프리츠에게 반기를 들고 타국에 전쟁을 일으키지 않고 중립을 지켜 온 배경이 있기 때문에 전 세계를 상대로 한 선전은 충분히 가능할 거라는 설득력 있는 결론을 내렸다.
레벨리오 전투 직전과 도중부터 본격적으로 부각된다. 눈앞의 표적인 엘런 예거를 포획하려는 욕심으로 돌진하기만 하다가 더 큰 역풍을 자초하는 포르코와 대비되었다. 게다가 지크는 이미 배신해서 건성으로 싸우는 데다가 지크 다음 가는 위치에 있는 전사들의 부지휘관인 라이너마저 레벨리오 전투 최후반부에 재기할 때까지 정신을 잃고 이탈해 있던 불리한 시점에서 누구보다 침착하게 조사병단과 싸웠다.
빌리 타이버의 연설 중 테오 마가트가 부른다면서 따라 오라는 턱수염 달린 병사를 라이너를 제외한 나머지 멤버들과 따라갈 때에도 유일하게 지크에게만 따로 정문에 가라고 지시하자 단번에 수상함을 눈치채고 동시에 지크의 배신을 의심하기 시작했다. 그리고 후환에 대비해서 길 가다가 마주친 중기관총 사격병들을 반가워서 껴안는 척하다가 자신들을 미행해 달라고 귓속말을 한 덕분에 나중에 빠진 함정에서 빠르게 벗어나 전투에 참전할 수 있었다. 함정에서 가까스로 탈출한 그 직후에 판처대가 본부에 있는 차력 거인에게 장비할 강철제 갑옷과 탑승형 중기관총탑 준비가 15분 걸린다고 하자 10분 안에 준비해서 끝낼 것을 지시했고 그저 레벨리오 광장에서 일어난 사태만 듣고 성급하게 달려 나가기만 하는 포르코에게 가기 전에 우선 상황부터 살피자고 조언하기까지 한다.  전투가 종료된 직후턱수염 달린 병사의 정체가 누군지는 정확히 기억해 내며 지크의 배신까지 빠르게 추리해냄으로써 기억력이나 판단력을 입증했다. 
무엇보다 평소부터 자신이 주목한 사람들을 예리하게 관찰하며 본질이 어떤 인물인지 정확하게 파악하는 통찰력까지 갖추었다. 116화에 입증되었다. 전사대도 파악하지 못했던 지크의 본질이 "어느 누구에게도 본심을 밝히지 않고 꼭꼭 숨기는 거짓말쟁이"라고 파악했다. 
시조의 거인 최종 탈환 작전에 투입된 경험자였던 때문에 침공한 적들의 주력 병기의 특성과 약점을 전부 다 파악하고 그에 대응할 수 있는 중기관총탑을 차력 거인의 등 뒤에 장비하면서 하마터면 단체로 공격해 오는 조사병단에게 역공당해 죽을 수 있었던 포르코를 구해 주기도 했다. 이후에도 입체기동장치만으로 수용구를 침공한 조사병단이 아무런 보급선도 없이 무모한 침공을 벌였다는 사실을 토대로 자신들이 현재 우세하며 그들이 거시적으로 불리한 상황이라는 것을 꿰뚫어 보고 신중하게 처리하는 동시에 광역기 공격이 가능한 전사장을 호위하기만 하며 된다고 초조감을 버리지 못하는 포르코에게 충고하기도 했다.
그런데 이와는 별개로 본인도 엄연히 인간인지라 포르코와 라이너만큼은 아니지만 간혹 감정에 휘둘리는 모습이 드러나기도 한다. 마레의 어느 누구도 예기치 못했던 초대형 거인이 습격으로 파라디 섬으로 진군하려던 마레 해군의 군항을 초토화시키자 순간 주의와 경계를 잊어서 전사장에서 시선을 떼어 버려 전사장을 리바이에게 넘기고 말았다. 그리고 언제나 아끼던 전우들인 중기관총 탑 부대원 중 한 명인 카를로가 사샤에게 사살당하자 침착함과 냉정함을 잃고 흥분한 나머지 기회를 엿본 장 키르슈타인과 그의 동료들에게 다른 대원들까지 차례차례 잃어 버리고 차력 거인의 중기관총탑과 머리를 감싸는 갑옷까지 부서져 버렸다. 만일 전투의 끝까지 냉정하게 움직였으면 수용구 쪽으로 저공 비행 중이던 비행선을 중기관총으로 격추시켜 조사병단이 빠져 나갈 퇴로를 원천 차단시켜 세계의 주적이 된 엘런 예거까지 포함한 파라디 섬의 조사병단을 한꺼번에 일망타진할 수도 있었다.

## 옐레나와의 비교 및 다른 점
역할이나 포지션, 캐릭터성, 사상, 자신이 따르는 상관(물론 피크한테는 배신자 지크는 '상관이었던 사람')과 엘런을 바라보는 시점과 방향 등등에서 옐레나하고 비교하고 대조할 만한 요소가 많다. 작중에서 접점이 가장 많이 얽혀 있는 사람들이다. 레벨리오 전투 때 피크는 옐레나의 변장과 함정을 간파하고 대비책을 준비해 두어 지크와 조사병단의 계획을 하마터면 괴멸시킬 뻔했고, 엘디아국에서 재회했을 때도 피크는 옐레나가 '턱수염'으로 변장한 일을 설명하며 비꼬아 댔다. 상호 적대하는 입장이고 만날 때마다 미묘한 흐름의 심리전으로 얽히고설킨 사이라서 마치 대립자 내지는 대척점, 라이벌처럼 보일 정도다. 두 사람의 두뇌 회전 능력은 지크가 인정했다는 점도 유사하다. 
피크와 옐레나는 작품 내에서 손꼽히는 명석하고 총명한 두뇌를 갖추었고 실행력도 우수한 행동형 참모 및 달변가이며 엘디아 인들의 해방을 위해 싸우는 전사들이라는 점에서 말이다. 닮은 만큼 육체적으로나 사소한 점을 살펴 봐도 대조점도 명백한데 옐레나는 신장이 200cm를 넘는 주역 캐릭터들을 통틀어 최장신인 장대한 체격과 숏컷 스타일의 밝은 머리, 왕눈이만한 독특할 정도로 커다란 눈동자를 하고 있어 훌쭉하고 호리호리한 인상을 준다. 피크는 그와 대조되는 흑갈색의 길게 늘어뜨린 장발과 반쯤 감은 눈이 기믹으로 작용해 차분하고 부드러운 이미지를 강조한다. 키도 애니 레온하트와 더불어 거의 최단신에 가까운 155cm나 되는 왜소한 체구를 가졌다. 
지크 예거를 바라 볼 때의 관점에서 대조가 특히 차이가 극명하다. 둘의 관점은 '본질을 놓치지 않는 냉정하고 합리적인 평가'와 '극단적인 우상화와 신격화' 간의 극명한 차이점을 보여 주고 자유관과 엘디아 민족에 대한 가치관도 마찬가지다. 오랜 시간 동안 마레에서 지크와 전사로서의 임무를 수행하면서 그를 꾸준히 지켜봐 온 피크는 철저하게 이성적이고 객관적인 시선으로 평가하고 접근한다. 처음 만났을 때부터 타인 앞에서는 진실된 감정을 철저히 감추는 지크의 본질을 파악하고 의심한 사람이 다름 아닌 피크였다. 그래서 지크에게 동조하지 않으며 자신들은 단순한 엘디아인이든 명예 마레인이든 간에 본질은 얼마든지 거인으로 변할 수 있는 생물임을 인지하면서도 자유와 해방은 인간 스스로의 힘과 의지로 쟁취해야 한다는 사상을 견지한다. 엘디아가 세상 만인의 억압에 굴하지 않고 '계속 살아나가는' 해방을 만끽하기를 바라고 있고 그 목표를 위해 지크와 에렌을 적으로서 물리쳐야 한다고 보고 있다. (처음 만난 순간부터 줄곧 의심하고 있었던 지크를 빼면) 전장에서 함께 싸워 온 동료들을 소중히 대하며 격의 없이 신뢰하는 등 전우애와 의리도 강하다.
그에 반해 옐레나는 마레에게 멸망당한 타국의 징용병으로서 살다가 지크에게 해전 중에 그에게 구원 받은 일을 계기로 지크를 신이자 구세주적인 존재로 바라본다. 본질을 꿰뚫어 본 피크와 달리 지크와 엘런은 세계를 변혁시켜 새로운 세계로 영도할 위대한 신이라는 종교적인 망상을 품고 있다. 진정한 자유는 인간 스스로의 의지보다는 '거인의 힘'이라는 신비한 능력으로 쟁취할 수 있다고 생각한다. '거인의 힘'을 통한 '엘디아 민족 전원의 안락사'야말로 잔혹한 세계에서 해방될 수 있으며 결과적으로 엘디아의 존재 의의를 부정한다. 또한 동료애나 전우애라는 감정은 피크와 비교할 수 없을 정도로 전무하며 그에게 있어 의용병은 대의와 계획을 위해 유용하게 써 먹다가 버릴 수 있는 도구이다. 
이사야마 하지메 작가가 처음부터 의도적으로 두 사람이 비교되면서도 대조되는 캐릭터로 설계했는지는 알 수 없다.

## 소유 거인

### 짐수레 거인(車力の巨人)
짐수레 거인의 현 계승자이자 소유자이며 어떤 목적 의식을 가진 채 신체를 자해하면 수레 거인으로 거인화한다. 거인화한 모습은 4m에 악어처럼 긴 입과 주둥아리, 사족 보행형으로 보행하는 거인이다. 모든 계승자들은 현재 소유자의 외형을 따라가기 때문에 피크가 변한 현세대의 짐수레 거인은 피크처럼 흑갈색의 모발과 가냘프면서도 날카로운 눈매, 주둥아리 위로 매부리코를 하고 있다. 수레 거인의 특징이 다른 아홉 거인들에 비하면 체격과 근력이 가장 낮아 순수한 자체 전투력이 가장 약하다. 하지만 턱 거인과 맞먹는 최속의 스피드와 더불어 필요한 물품들과 물자들을 운반 및 수송하거나 인간 전력을 태우는 탈것용, 중기관총탑 자체 장착, 잠수, 건물 잠입, 첩보 등 전략적 가치와 응용성의 폭이 굉장히 넓다. 그래서 보다 전략적이고 은밀한 행동을 할 수 있다. 전퇴의 거인과 언어 구사를 할 수 있는 유이한 거인이라 인간들과도 편한 의사소통이 가능해지고 더욱 조직적인 행동을 할 수 있다는 게 커다란 장점이다. 
그 때문에 다른 거인들처럼 대거인전에 적극적으로 최전선에서 싸우기보다 인간 동료들이 직접 운용하는 중기관총탑을 등에 매고 원거리 사격할 수 있는 지점을 선정해서 후방 지원하는 식의 전투 방식을 펴고 있다. 854년 시대는 제2차 세계 대전을 본뜬 근현대 시대라 그 시대에 걸맞는 중기관총탑을 등에 매어 그 안에 탑승한 인간 포수들과 원활하게 소통함으로써 적군을 제거하는 장면을 많이 보여 준다. 아홉 거인의 가치를 논하는 데 있어 '힘'과 '전투력'이 전부가 아님을 증명하는 높은 범용성과 응용성을 자랑하는 거인. 
가치를 광범위하게 응용할 수 있는 소유자를 만나면 더 큰 효과를 발할 수 있는데 이 거인은 주인을 가장 잘 만난 모범적인 사례로 들 수 있다. 피크 본인이 총명한 머리와 판단력을 잘 굴려 거인을 활용한 덕분에 본편에서의 수레 거인은 제 역할에 맞는 엄청난 존재감과 활약을 보여 주고 있다.